# Малинска-Дубашница
Малинска-Дубашница је општина у Приморско-горанској жупанији, на острву Крку, Република Хрватска. Седиште општине је градић Малинска.

## Историја
До територијалне реорганизације у Хрватској налазила се у саставу бивше велике општине Крк.

## Становништво
На попису становништва 2011. године, општина Малинска-Дубашница је имала 3.134 становника.